# Милокостый, Александр Викторович
Александр Викторович Милокостый (8 сентября 1956, Москва — февраль 2025, Москва) — советский актёр театра и кино. Наиболее известен по исполнению роли Юры Львова в советском художественном телефильме 1969 года «Адъютант его превосходительства».

## Биография
Родился 8 сентября 1956 года в Москве. Отец — Виктор Иванович Милокостый, офицер ВМФ, участник Великой Отечественной войны. Мать — Александра, преподаватель. Старший брат Игорь Викторович Милокостый (род. 1946), учёный, кандидат наук. В 1962 году отец ушёл из семьи, и братьев воспитывала мать. Александр учился в средней школе № 275 в центре Москвы на Милютинском переулке.
Учась в школе, в 13-летнем возрасте снялся в телевизионном художественном фильме режиссёра Евгения Ташкова «Адъютант его превосходительства». Съёмки фильма проходили с 17 марта по 26 ноября 1969 года в Москве, Новороссийске, Киеве. Премьера состоялась 7 апреля 1970 года. Фильм принёс Александру всесоюзную известность, его начали узнавать на улице и брать автографы, а его реплика «Павел Андреевич, вы шпион?» стала культовой.
В 1973 году окончил школу и поступил в Театральное училище им. Щукина (курс Анатолия Борисова). За время учёбы снялся ещё в нескольких фильмах. Окончил училище в 1977 году.
С 1977 по 1979 год проходил срочную военную службу в Центральном академическом театре Советской армии.
С 1979 по 1989 год работал в труппе Московского областного драматического театра, где играл ведущие роли.
В 1989 году расстался с актёрской профессией. Освоил работу с инвестициями, возглавлял фирму по ремонту и отделке квартир и офисов. Жил в Кракове, работал заведующим хозяйством в Генеральном консульстве России. Некоторое время работал заместителем председателя комитета по связям со средствами массовой информации в Федерации комплексного единоборства России и заместителем директора НИИ промышленного транспорта.
Занимался единоборствами — кунг-фу и самбо.
Был трижды женат, совместных детей в браках не было.
4 марта 2025 года тело Александра Милокостого было обнаружено в его квартире на Севастопольском проспекте в Москве. По предварительным данным скончался 10 дней назад, 22 февраля, от остановки сердца. Прощание прошло 11 марта в узком кругу, после чего тело кремируют, а урну с прахом захоронят на Преображенском кладбище рядом с матерью.

## Фильмография
- 1967 — Чемпионы улицы
- 1969 — Адъютант его превосходительства — Юра Львов
- 1970 — Трое — мальчишка-половой
- 1973 — Всадник без головы — Генри Пойндекстер (озвучивал Алексей Золотницкий)
- 1974 — Повесть о человеческом сердце — эпизод
- 1976 — Гранитные острова — пограничник
- 1980 — Мелодия на два голоса — эпизод
- 1990 — Испанская актриса для русского министра — эпизод
- 1994 — Железный занавес — эпизод